# Elatostema pinnatinervium
Elatostema pinnatinervium är en nässelväxtart som beskrevs av Adolph Daniel Edward Elmer. Elatostema pinnatinervium ingår i släktet Elatostema och familjen nässelväxter. Inga underarter finns listade i Catalogue of Life.